# Peripatetička škola
Peripatetička škola je bila jedna od najutjecajnijih filozofskih škola osnovanih u antičkoj Grčkoj. Učenje se temeljilo na djelu grčkog filozofa Aristotela, a izraz peripatetik (grčki: περιπατητικός) ime je koje su nosili njegovi sljedbenici. Naziv se odnosi na čin hodanja, a kao particip "peripatetik"  se često prevodi kao "hodajući", "šetajući" ili "lutajući". Škola je ime dobila po peripatoima (kolonadama) Liceja u Ateni gdje su se članovi sretali, iako su kasnije legende naziv pripisivale Aristotelovoj navodnoj sklonosti da predaje hodajući.
Škola datira od oko 335. pr. Kr., kada je Aristotel počeo predavati u Liceju. To je bila neformalna institucija čiji su se članovi bavili filozofskim i znanstvenim promišljanjimna. Aristotelovi nasljednici Teofrast i Straton nastavili su tradiciju filozofskih i znanstvenih teorija, ali je od sredine 3. stoljeća pr. Kr. škola počela slabiti i zamirati, sve do rimske ere kada je obnovljena. Kasniji su se članovi više bavili komentiranjem Aristotelovih djela nego njihovom nadgradnjom, te je škola iščezla u 3. stoljeću pr. Kr., iako su tradiciju komentiranja Aristotelovih djela nastavili neoplatonisti. Nakon pada Rimskog Carstva djela su peripatetičke škole izgubljena za Zapad, ali su na Istoku uključena u ranu islamsku filozofiju, što će s vremenom igrati važnu ulogu u srednjovjekovnoj obnovi Aristotelovih doktrina u Europi.